# Elektro-Apparate-Werke Berlin-Treptow „Friedrich Ebert“

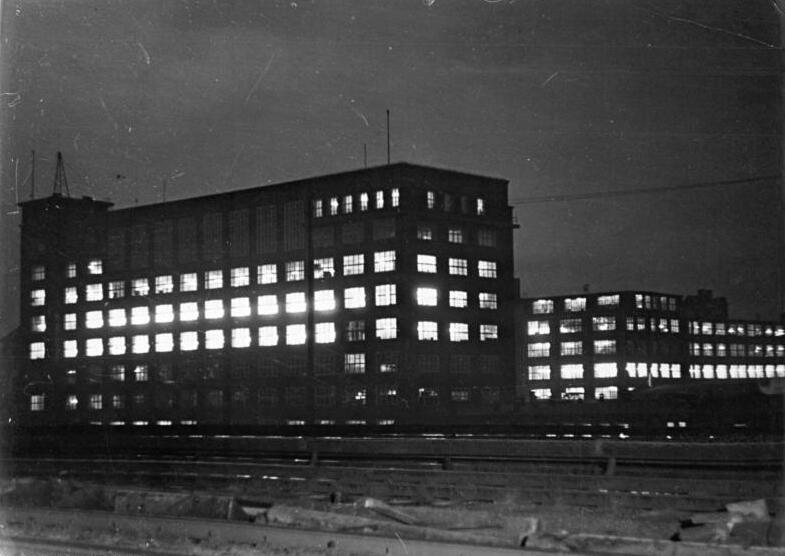
Das Elektro-Apparate-Werk Treptow bei Nacht (1951)

Der VEB Elektro-Apparate-Werke Berlin-Treptow „Friedrich Ebert“ (EAW) war ein volkseigener Industriebetrieb der Deutschen Demokratischen Republik.
Er war Stammbetrieb des Kombinats VEB Elektro-Apparate-Werke (K VEB EAW) und mit über 8000 Beschäftigten einer der größten Hersteller von Elektrogeräten in der DDR.
Auf dem Gelände des Hauptsitzes in der Hoffmannstraße 15–26 (seit 2010 Martin-Hoffmann-Straße) in Alt-Treptow in Berlin stehen seit 1998 die Treptowers, die Bürotürme der Allianz SE.

## Unternehmensgeschichte

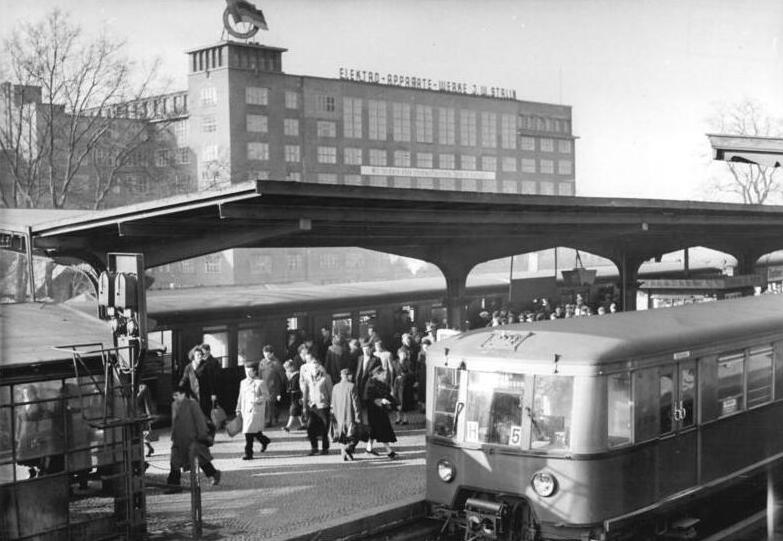
Blick auf den S-Bahnhof Treptower Park. Im Hintergrund das Elektro-Apparate-Werke J. W. Stalin (1958)

Die Elektro-Apparate-Werke entstanden aus den 1928 von der AEG gegründeten Apparate-Werken Berlin-Treptow (AT) und wurden am 21. Oktober 1946 als Sowjetische Aktiengesellschaft (SAG) in Elektro-Apparate-Werke Berlin-Treptow (EAW) umbenannt. Nach dem Tod von Josef Stalin erhielt das Werk den Namen Elektro-Apparate-Werke J. W. Stalin. Am 31. Dezember 1953 wechselten die Elektro-Apparate-Werke ihre Rechtsform, aus der SAG wurde ein volkseigener Betrieb. Als Stalin 1961 von der sowjetischen Regierung als nicht mehr verehrungswürdig eingestuft wurde, wurde sein Name   entfernt und später durch den Zusatz „Friedrich Ebert“ geändert. In den 1980er Jahren befand sich an dem Verwaltungsgebäude eine Gedenktafel für Werner Seelenbinder, der dort in den 1930er Jahren gearbeitet hatte.
Die Berufsausbildung zu Elektromechanikern, Facharbeitern für Fertigungstechnik und Facharbeitern für Plastverarbeitung fand in der Mörikestraße in Berlin-Baumschulenweg und später die theoretische Berufsausbildung der Lehrlinge in der Bouchestraße in Berlin-Treptow statt. Die praktische Berufsausbildung für die E-Mechaniker und Werkzeugmacher (Facharbeiter für Fertigungstechnik) fand zum Teil in der Kynaststraße und bis zum Ende der Firma in der Mörikestraße statt, die der Plastefacharbeiter im Zweigwerk Berlin-Köpenick, in der Lindenstraße.
Die EAW führten auch die polytechnische Ausbildung von Schülern der benachbarten Treptower Schulen durch. Das Unterrichtsfach Produktive Arbeit zum Kennenlernen von spezifischen Betriebsabläufen, wurde am Wasserturm am S-Bahnhof Ostkreuz in schlecht gepflegten Baracken (Heizungsprobleme in der kalten Jahreszeit) mit Theorie zur sozialistischen Produktion und praktischen Lösungen von Produktionsaufgaben – praktische Schülerarbeit, wie der Herstellung von Zimmerspringbrunnen für den Bevölkerungsbedarf, gelehrt. Ein zweiter Standort für den UTP-Unterricht war die Karl-Kunger-Straße in Berlin-Treptow.
Für die Qualifizierung der Mitarbeiter unterhielten die EAW eine Betriebsakademie, ebenfalls in der Karl-Kunger-Straße. Dort wurden im Schwerpunkt kaufmännische Fähigkeiten mit Berufsabschluss vermittelt. Aber auch jährliche „geistige Runderneuerungen“ für monotone Tätigkeiten von Ungelernten (wie in der Produktion von Kühlschrankrelais).
Der obligatorische Sportunterricht von zwei Stunden pro Woche für alle Lehrjahre fand auf der betriebseigenen Sportanlage in der Halle und auf den Außenplätzen (Rasen und Schotter) am Rodelbergweg in Berlin-Baumschulenweg statt. Dort waren auch die verschiedenen Sport-Arbeitsgemeinschaften (die erfolgreichste war die Handball-AG) und der wöchentliche Lehrersport beheimatet.
Die EAW waren in der DDR auch Arbeitsstätte für Strafgefangene, die nicht weit von der Relaisfabrik Hoffmannstraße entfernt im Gefängnis Rummelsburg an der Hauptstraße inhaftiert waren.
Im Jahr 1990 wurde der Betrieb in die EAW Berlin GmbH umgewandelt und im Jahre 1993 privatisiert. Aus den ehemaligen Geschäftsbereichen entstanden selbständige mittelständische Unternehmen. Die EAW-Betriebsschule musste Anfang der 1990er Jahre schließen.

## Produkte

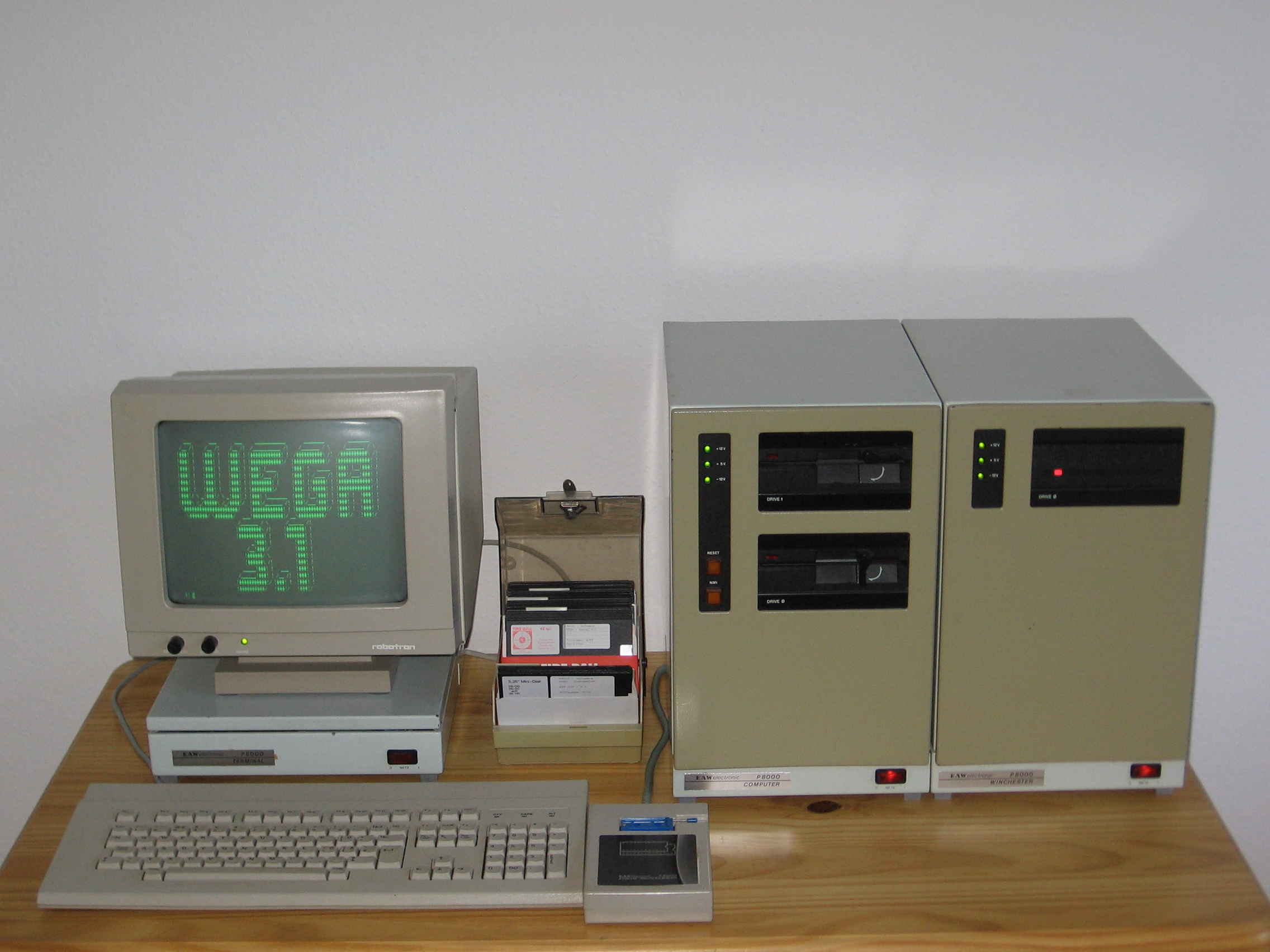
P8000 mit WEGA 3.1

Im EAW wurden Messgeräte, Gleichrichter, Relais, Leistungsschalter, Vakuumschütze, Steuerungs- und Regelungstechnik, Stromzähler, Radios und Computer hergestellt. EAW war der Hersteller von Schutztechnik in der DDR. Die letzten populären Produkte waren der EAW AUDIO 145 Stereoradiorecoder, der Stereo-Kassettenrekorder SKR 701 und der 16-Bit-Mikrocomputer P8000.